# Manfred von Richthofen

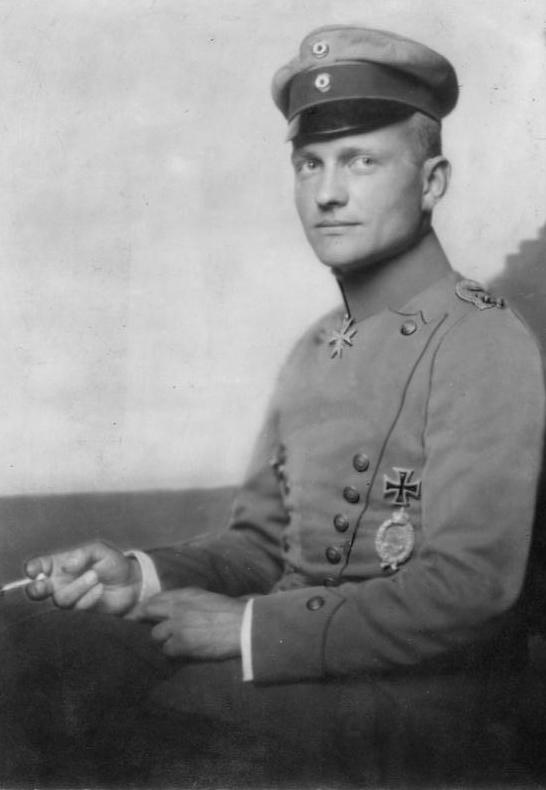
Manfred von Richthofen přezdívaný Rudý Baron

Manfred Albrecht svobodný pán von Richthofen (2. května 1892 Breslau – 21. dubna 1918 Vaux-sur-Somme), známý též jako Rudý baron (německy der Roter Baron) či Eso všech es, byl stíhací pilot německého armádního letectva a nejúspěšnější stíhač první světové války. Velel jednotce Jagdgeschwader I (první stíhací eskadra). Je mu připisováno 80 sestřelů.

## Život
Narodil se 2. května 1892 ve Vratislavi jako druhé ze čtyř dětí důstojníka kavalérie Albrechta svobodného pána von Richthofen a jeho ženy Kunigunde, rozené von Schickfus und Neudorff. Byl potomkem známého pruského polního maršála Leopolda I. von Anhalt-Dessau. Manfredovi sourozenci byli bratři Lothar (1894–1922), taktéž letecké eso, Karl-Bolko (1903–1971) a sestra Ilse (1890–1963). Ve věku devíti let se přestěhoval se svou rodinou do Schweidnitz (Svídnice).

### Mládí
Jako mladý se zajímal o lov a jezdectví. Svoji vojenskou kariéru začal už v roce 1909. V roce 1911 vstoupil do pruského hulánského regimentu cara Alexandra III. Už před první světovou válkou dosáhl hodnosti poručíka.

### Válečná léta
Na začátku války byl von Richthofen průzkumníkem na východní frontě. Měsíc po vypuknutí války dostal ocenění Železný kříž II. stupně.
Roku 1915 požádal o převelení k leteckým silám a začal jeho letecký výcvik. Nejprve sloužil jako pozorovatel, v roce 1916 se objevil na západní frontě jako pilot dvoumístného pozorovacího Albatrosu B.II.
Když se poprvé posadil do stíhacího letounu, letěl s Oswaldem Boelckem přímo do bitvy. Tam se ukázalo, že i přes zdánlivé neúspěchy v leteckých testech má Richthofen vrozené letecké schopnosti, výborný zrak a dobrý odhad při předvídání situací. Prvním jeho oficiálním sestřelem byl britský dvoumístný stíhací letoun F.E.2b. Po jeho šestnáctém sestřelu stíhačky Sopwith Pup dostal pozici velitele jeho letky (Jasta 11) a vysoce ceněný Záslužný kříž – Pour le Mérite (tzv. Modrý Max). Asi po 6 měsících byl povýšen na hodnost Rittmeister. Později přejmenoval eskadru na JG I. Ta na konci války nahlásila 645 sestřelení nepřátelských letadel při ztrátě 56 vlastních pilotů. Při jednom ze soubojů ho zasáhla střela vystřelená z letounu F.E.2d do hlavy. Podařilo se mu ale nouzově přistát a byl ihned převezen do nemocnice. Po devíti měsících se uzdravil, znovu nastoupil do služby a převzal nové letadlo Fokker Dr.I. 21. dubna 1918 byl Richthofen sestřelen a dopadl k australské dělostřelecké baterii. Podle některých zdrojů jej sestřelil Arthur Roy Brown (kanadské eso s 10 sestřely), pravděpodobněji, dle charakteru zranění, ho však zasáhla náhodná střela z pozemních kulometů australské baterie, neboť letěl příliš blízko země. Byl pohřben na hřbitově v Bertangles v severní Francii se všemi vojenskými poctami. Později, v roce 1925, bratr Bolko nechal ostatky exhumovat a převézt do Německa.

## Kulturní obraz
Jako jeden z nejlepších pilotů první světové války získal Richthofen obrovskou popularitu a byl široce využíván v německé propagandě za svého života i později. Stejně tak byl předmětem zájmu a jako o velké osobnosti o něm vzniklo několik filmů. Nejznámější z nich jsou americký The Red Baron z roku 1971 a německý Rudý baron z roku 2008. Dále o něm byla skupinou Sabaton složena stejnojmenná píseň, rovněž se po něm jmenuje španělská metalová kapela Barón Rojo.

## Letadla
Většina lidí si ho spojuje s červeným trojplošníkem Fokker Dr.I, létal ale převážně na Albatrosu D.II, k Fokkeru Dr.I se dostal až ke konci války (posledních 20 sestřelů bylo právě s Fokkerem) a velmi si ho chválil.

## Vyznamenání

### Německá říše / spolkové země
- Pruský vojenský pilotní odznak (Prusko)
- Pohár slávy za vítězství ve vzdušném boji[5]
- Železný kříž, II. třída (12. 9. 1914)
- Železný kříž, I. třída (23. 9. 1914)
- Královský hohenzollernský domácí řád, rytířský kříž s meči (11. 11. 1916)
- Pour le Mérite (12. 1. 1917)
- Vojenský řád sv. Jindřicha, rytířský kříž (16. 4. 1917)
- Řád červené orlice, III. třída (2. 04. 1918
- Vévodský Sasko-Ernestinský domácí řád[6], I. třída – rytířský kříž s meči
- Bavorský vojenský záslužný řád, IV. třída s korunou a meči (Bavorsko)
- Vojenský záslužný řád, rytířský kříž (Württembersko)
- Všeobecné čestné vyznamenání "Za statečnost"[7] (Hesensko)
- Kříž za věrné služby (Schaumburg Lippe)
- Válečný záslužný kříž, II. třída (Knížectví Lippe)
- Bojový kříž za hrdinský čin (Knížectví Lippe)
- Brunšvický válečný záslužný kříž, II. třída ( Brunšvicko)
- Odznak za zranění (1918) černé
- Brémský hanzovní kříž
- Hamburský hanzovní kříž
- Lübecký hanzovní kříž

### Rakousko-Uhersko
- Řád železné koruny, III. třída
- Vojenský záslužný kříž, III. třída s vojenskou dekorací
- Rakousko-Uhersko: Pilotní odznak[8]

### Bulharsko
- Vojenská medaile za statečnost, IV. třída (12. 6. 1917)

### Osmanská říše
- Železný půlměsíc
- İmtiyaz Nişanı, stříbrná
- Liakat-Medaille, stříbrná